# STS-60

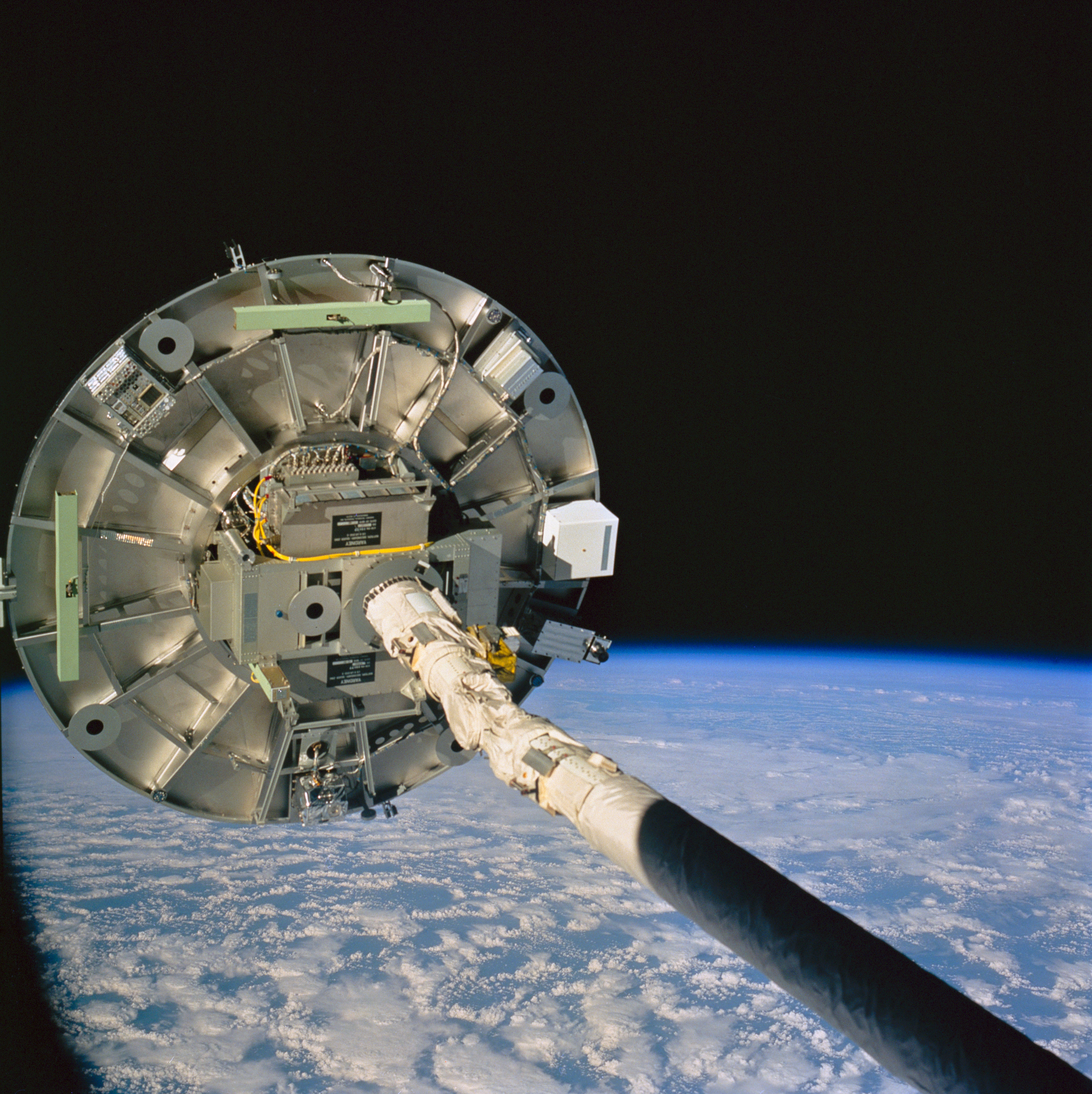
WSF trzymany przez ramię robotyczne RMS

STS-60 (ang. Space Transportation System) – pierwsza misja wahadłowca Discovery w ramach amerykańsko-rosyjskiego programu Shuttle-Mir. Po raz pierwszy w historii na pokładzie amerykańskiego wahadłowca znajdował się rosyjski kosmonauta. Był to osiemnasty lot promu kosmicznego Discovery i sześćdziesiąty programu lotów wahadłowców.

## Załoga
źródło
- Charles Bolden (4)*, dowódca
- Kenneth Reightler (2), pilot
- Nancy Jan Davis (2), specjalista misji 1
- Ronald Sega (1), specjalista misji 2
- Franklin Chang-Díaz (4), specjalista misji 3
- Siergiej Krikalow (3), specjalista misji 4 (Rosja)

*(liczba w nawiasie oznacza liczbę lotów odbytych przez każdego z astronautów)

## Cel misji
Lot naukowy laboratorium Spacehab-02; umieszczenie na orbicie, a następnie przechwycenie satelity WSF-1 (Wake Shield Facility) – to zadanie się nie powiodło i WSF-1 prowadził eksperymenty umocowany do końcówki wysięgnika RMS.

## Parametry misji
źródło
- Masa: 
  - startowa orbitera: 111 256 kg
  - lądującego orbitera: 97 495 kg
  - ładunku: 13 006 kg
- Perygeum: 348 km
- Apogeum: 351 km
- Inklinacja: 56,4°
- Okres orbitalny: 91,5 min